# Pallenopsis hodgsoni
Pallenopsis hodgsoni is een zeespin uit de familie Pallenopsidae. De soort behoort tot het geslacht Pallenopsis. Pallenopsis hodgsoni werd in 1938 voor het eerst wetenschappelijk beschreven door Gordon. 